# Jamshid Amouzegar
Jamshid Amouzegar escutarⓘ, em persa : جمشید آموزگار  (Teerã, 25 de junho de 1923 - Maryland, 28 de setembro de 2016) foi um economista, artista e político iraniano que foi primeiro-ministro do Irão entre 7 de agosto de 1977 e 27 de agosto de 1978 quando resignou ao cargo e foi substituído por Jafar Sharif-Emami. Antes disso, serviu como Ministro do Interior e Ministro das Finanças no governo de  Amir-Abbas Hoveida. Foi líder do Partido Rastakhiz ,  enquanto era primeiro-ministro.

## Educação
Nascido em 25 de junho de 1923 em Teerã, Irão, Licenciou-se na  Universidade de Teerã em direito e engenharia.Depois frequentou a Universidade Cornell e recebeu um PhD.

## Carreira
Amouzegar começou a trabalhar no Ministério da Saúde em 1955 ajudando o ministro Jahanshah Saleh. Foi apontado como Ministro do Trabalho e Ministro da saúde no gabinete do primeiro-ministro Amir-Abbas Hoveida após o assassinato do primeiro-ministro Mansour em 1964, mantendo-se naquele lugar durante nove anos. Entre 1965 e 1974 encabeçou várias reuniões da OPEP. Em 1971 com Sheikh Ahmed Zaki Yamani da Arábia Saudita foi responsável pela implementação da subida de preços do petróleo que quadruplicaram e forneceram as fontes para a modernização do Irão a nível de infraestruturas, agricultura e defesa. Devido a esses feitos, Amouzegar foi galardoado com o  Taj-e Iran, uma honra normalmente reservadas ao primeiro-ministro e antigos primeiros-ministros. Foi apontado como Ministro do Interior em 1974.
Em 21 de dezembro de 1975 foi tomado como refém por parte do terrorista venezuelano Carlos o Chacal durante uma reunião da OPEP. Carlos tinha a ordem para matar Amouzegar, mas não o fez, e ele foi feito refém durante vários dias.
Em 1977 tornou-se presidente do Partido Rastakhiz tendo liderado a facção progressista do partido contra a facção liberal do Ministro das Finanças Hushang Ansary.  Amouzegar foi nomeado primeiro-ministro do Irão em 7 de agosto de 1977, sucedendo a  Amir-Abbas Hoveyda. Contudo, rapidamente se tornou impopular, como ele tentou desacelerar uma economia sobreaquecida com medidas que, se bem que necessárias, fizeram disparar uma retração no emprego e nos lucros do setor privado que iriam trazer uma enorme impopularidade ao governo. Resignou e foi substituído por Jafar Sharif-Emami em 27 de agosto de 1978.
Em seus últimos anos residiu nos Estados Unidos.
Morreu em 28 de setembro de 2016, aos 93 anos.

## Citações

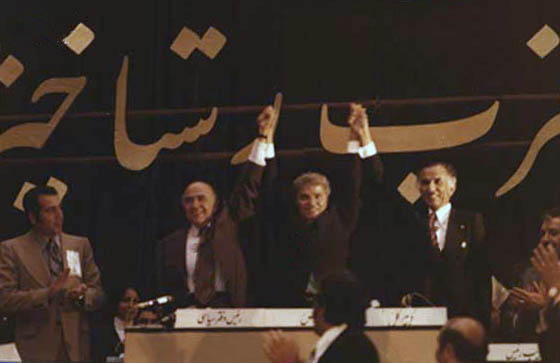
Jamshid Amouzegar (n.º1) numa reunião do Partido Rastakhiz (Partido do Ressurgimento) em 1978

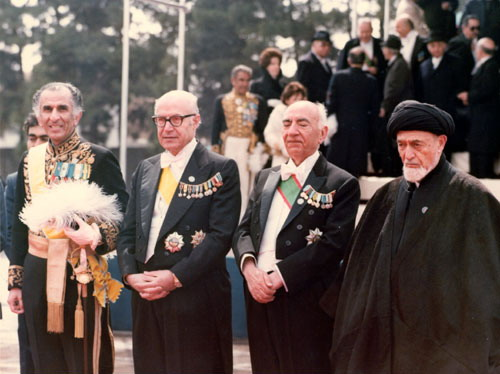
Jamshid Amouzegar, Jafar Sharif-Emami, presidente do Senado, Abdollah Riazi, presidente do Parlamento e Hassan Emami famoso advogado e imã das orações de sexta-feira celebrando 100.º aniversário de Reza Shah

"Nós Iranianos fomos invadidos por Gregos, Árabes, Mongóis e Turcos, mas nós nunca perdemos a nossa identidade porque os invasores estrangeiros encontraram uma cultura mais rica em nós que a deles"